# 蒂奇納 (阿肯色州)
蒂奇納（英語：Tichnor）是位於美國阿肯色州阿肯色縣的一個非建制地區。該地的面積和人口皆未知。

## 地理
蒂奇納的座標為34°08′25″N 91°16′14″W / 34.14028°N 91.27056°W，而該地的平均海拔高度為米（即英尺）。